# Faßberg
Faßberg är en kommun och ort i Landkreis Celle i förbundslandet Niedersachsen i Tyskland.